# Jurij Ołefirenko (1970)
Jurij Ołefirenko (ukr. Юрій Олефіренко), do 2016. Kirowohrad (ukr. Кіровоград) (U401) − średni okręt desantowy projektu 773 (w kodzie NATO: Polnocny-C) Marynarki Wojennej Ukrainy. Początkowo służył we Flocie Czarnomorskiej marynarki wojennej ZSRR pod oznaczeniem SDK-137, po czym został przekazany Ukrainie. W marcu 2014 r. został przejęty przez siły rosyjskie podczas kryzysu krymskiego, zwrócony w kwietniu tego roku.

## Historia
Okręt należał do okrętów projektu 773 (w kodzie NATO Polnocny-C), stanowiącego wariant rozwojowy licznej serii średnich okrętów desantowych zaprojektowanych w Polsce i budowanych głównie dla ZSRR, znanych w kodzie NATO jako typ Polnocny. Został zbudowany w 1971 roku w Stoczni Północnej w Gdańsku jako okręt numer 2 projektu 773.
Okręty desantowe proj. 773 dysponują ładownią o długości 38 m, szerokości 5,3 m i wysokości 3,8 m, dostępną przez furtę i rampę dziobową. Mogą transportować 5 czołgów podstawowych lub 10 mniejszych pojazdów i w obu wariantach do 180 żołnierzy.
Okręt wszedł do służby w radzieckiej, a następnie rosyjskiej Flocie Czarnomorskiej, pod oznaczeniem SDK-137 (ros. СДК-137, od sriednij diesantnyj korabl - średni okręt desantowy). W 1990 roku okręty tego projektu zostały przeklasyfikowane na małe okręty desantowe (skrót MDK), lecz z zachowaniem poprzednich oznaczeń literowyo-cyfrowych. W kwietniu 1991 roku SDK-137 został wycofany do rezerwy. Po rozpadzie ZSRR status Floty Czarnomorskiej był niejasny i wchodziła ona początkowo w skład Sił Zbrojnych Wspólnoty Niepodległych Państw. 10 stycznia 1996 okręt został wycofany ze składu Floty Czarnomorskiej i przydzielony Ukrainie. Według innych źródeł został przekazany w Odessie w kwietniu 1996.

## Służba na Ukrainie

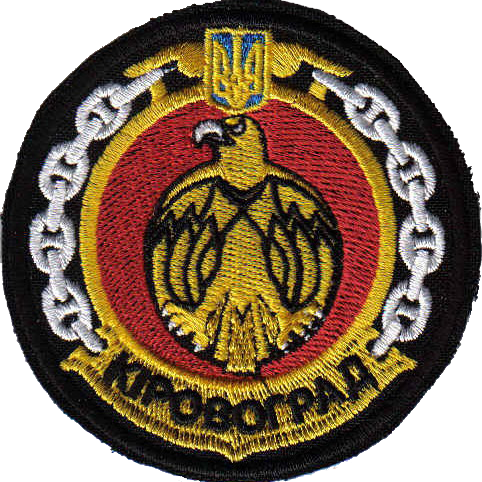
Odznaka

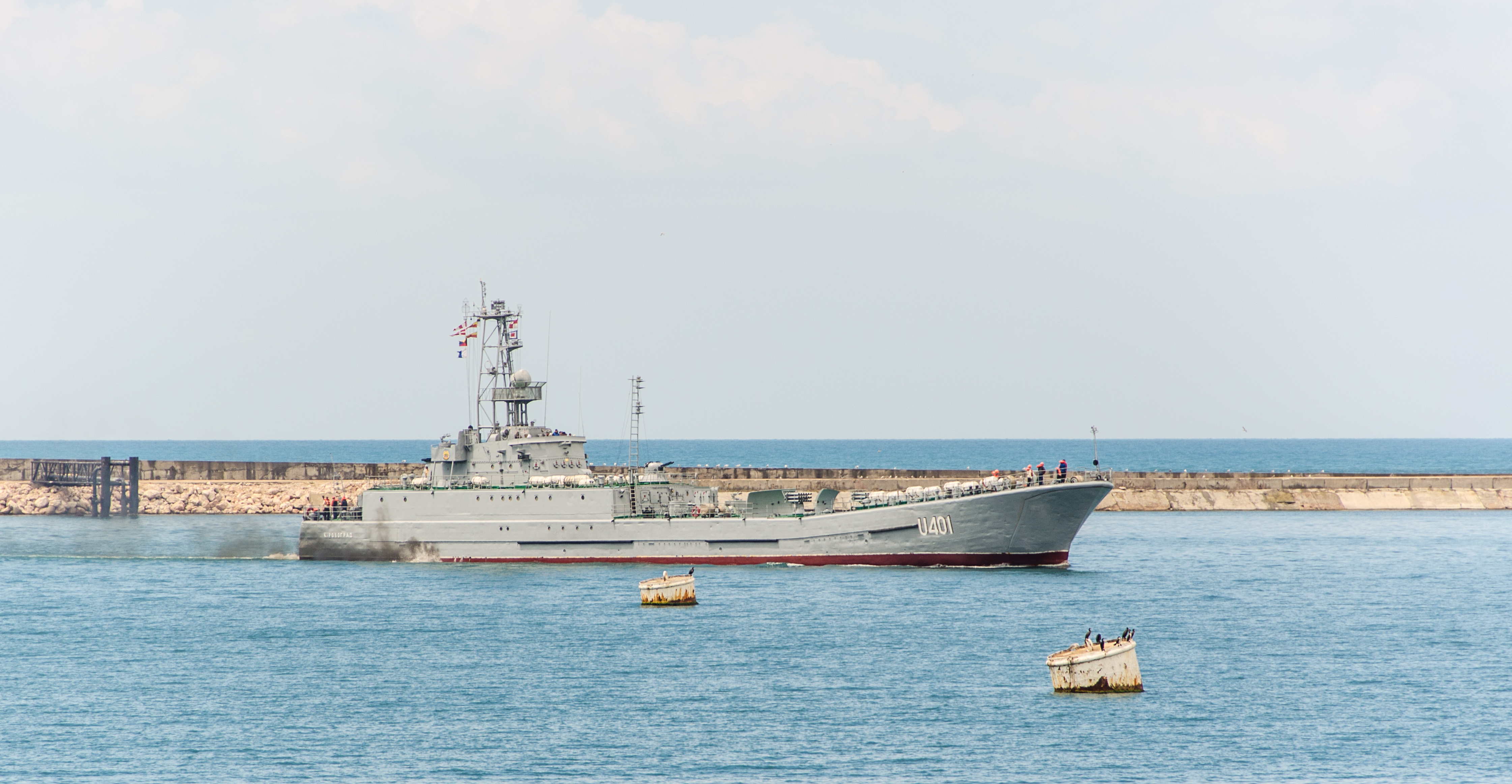
„Jurij Ołefirenko” (2012)

W służbie ukraińskiej okręt otrzymał nazwę "Kirowohrad", od dawnej nazwy miasta Kropywnycki. Otrzymał następnie numer burtowy U401. Wchodził w skład 5. Brygady Okrętów. Był jednym z dwóch ukraińskich okrętów desantowych (drugim był większy "Kostiantyn Olszanśkyj").
Uczestniczył w licznych ćwiczeniach międzynarodowych, m.in. z marynarkami państw NATO.
Podczas kryzysu krymskiego, "Kirowohrad" został 6 marca 2014 r. razem z 5 innymi okrętami zablokowany w krymskiej bazie marynarki wojennej na jeziorze Donuzław przez Rosjan, którzy zablokowali wyjście z jeziora na morze przez zatopienie starych okrętów, w tym krążownika "Oczakow".  Po upływie terminu ultimatum dotyczącego poddania okrętów, 21 marca 2014 r. okręt poddał się siłom rosyjskim (wraz z trałowcem "Czernihiw"). Dowódca okrętu komandor porucznik Władimir Chromczenkow przeszedł następnie na służbę rosyjską (został dowódcą okrętu desantowego „Saratow”).

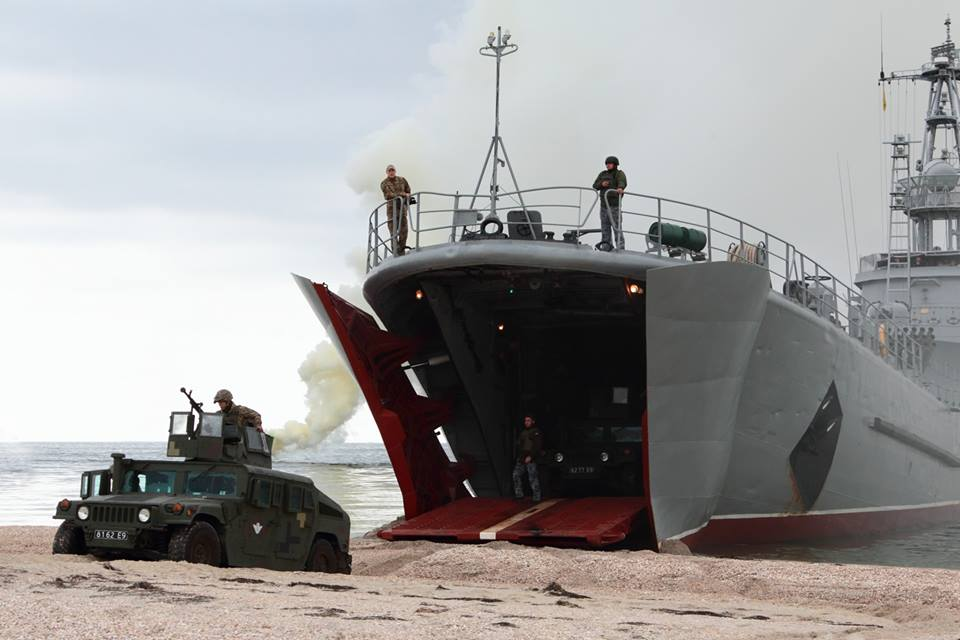
„Jurij Ołefirenko” podczas ćwiczeń, 2018

19 kwietnia 2014 "Kirowohrad" wraz z kilkoma mniejszymi okrętami został zwrócony Ukrainie i przeszedł z jeziora Donuzław do Odessy. W 2016 roku w ramach derusyfikacji przemianowano miasto Kirowohrad na Kropywnycki (nosiło imię działacza komunistycznego Siergieja Kirowa) i zmieniono także nazwę okrętu, którą otrzymał ku czci Jurija Ołefirenki (oficera radzieckiego, który przez cztery lata walczył w Afganistanie, potem oficera ukraińskiego, który w latach 2007-09 ponownie pełnił służbę w Afganistanie w składzie litewskiego kontyngentu NATO jako dowódca ukraińskiego oddziału wywiadu wojskowego, od 2010 w stanie spoczynku, w 2014 roku po rozpoczęciu wojny w Donbasie powrócił na ochotnika do służby w armii ukraińskiej, w 2015 roku zginął w czasie walk i pochowany został w Kirowohradzie).
Za działania podczas wojny rosyjsko-ukraińskiej został nagrodzony 23 czerwca 2022 roku przez prezydenta Wołodymyra Zełenskiego odznaką „Za męstwo i odwagę" (dekret numer 434/2022).